# Championnat de Grande-Bretagne de Formule Ford
Le Championnat de Formule Ford de Grande-Bretagne a été créé en 1976. Il est considéré comme le championnat majeur de Formule Ford dans le monde. Avec le déclin de la Formule Ford, le championnat disparait fin 2014 et devient à partir de 2015, le Championnat de Grande-Bretagne de Formule 4.

## Palmarès
| Année | Vainqueur            | Constructeur       |                             |
| ----- | -------------------- | ------------------ | --------------------------- |
| 1976  | David Kennedy        | Van Diemen         |                             |
| 1977  | Trevor van Rooyen    | Royale             |                             |
| 1978  | Kenneth Acheson      | Royale             |                             |
| 1979  | David Sears          | Royale             |                             |
| 1980  | Tommy Byrne          | Van Diemen         |                             |
| 1981  | Ayrton Senna         | Van Diemen         |                             |
| 1982  | Mauricio Gugelmin    | Van Diemen         |                             |
| 1983  | Andrew Gilbert-Scott | Van Diemen         |                             |
| 1984  | Dave Coyne           | Van Diemen         |                             |
| 1985  | Bertrand Gachot      | Van Diemen         |                             |
| 1986  | Jason Eliott         | Van Diemen         |                             |
| 1987  | Eddie Irvine         | Van Diemen         |                             |
| 1988  | Derek Higgins        | Van Diemen         |                             |
| 1989  | Bernard Dolan        | Reynard Motorsport |                             |
| 1990  | Michael Vergers      | Van Diemen         |                             |
| 1991  | Marc Goossens        | Van Diemen         |                             |
| 1992  | Jamie Spence         | Swift              |                             |
| Année | Vainqueur            | Constructeur       | Vainqueur des Winter Series |
| 1993  | Russell Ingall       | Van Diemen         | Martin Byford               |
| 1994  | Jason Watt           | Vector             | Narain Karthikeyan          |
| 1995  | Bas Leinders         | Swift              | Vitor Meira                 |
| 1996  | Kristian Kolby       | Van Diemen         | Richard Lyons               |
| 1997  | Jacky van der Ende   | Van Diemen         | Mark Taylor                 |
| 1998  | Jenson Button        | Mygale             | Ricardo van der Ende        |
| 1999  | Nicolas Kiesa        | Mygale             | Anthony Davidson            |
| 2000  | James Courtney       | Van Diemen         | Adam Carroll                |
| 2001  | Robert Dahlgren      | Van Diemen         | Joey Foster                 |
| 2002  | Westley Barber       | Van Diemen         | Alx Danielsson              |
| 2003  | Tom Kimber-Smith     | Van Diemen         | Sebastian Hohenthal         |
| 2004  | Valle Mäkelä         | Van Diemen         | Robert Sunderland           |
| 2005  | Charlie Donnelly     | Mygale             | Andrew Bentley              |
| 2006  | Nathan Freke         | Mygale             | David Mayes                 |
| Année | Vainqueur            | Constructeur       | Classement Jeune Pilote     |
| 2007  | Callum MacLeod       | Mygale             | Matt Dobson                 |
| 2008  | Wayne Boyd           | Mygale             | Chrissy Palmer              |
| 2009  | James Cole           | Mygale             | Daniel Cammish              |
| 2010  | Scott Pye            | Mygale             | Tristan Mingay              |
| 2011  | Scott Malvern        | Mygale             | Cavan Corcoran              |
| 2012  | Antti Buri           | Mygale             | Matt Rao                    |
| 2013  | Daniel Cammish       | Mygale             | Harrison Scott              |
| 2014  | Jayde Kruger         | Mygale             | Ashley Sutton               |